# Dicolpus latreillei
Dicolpus latreillei is een insect uit de familie van de vlinderhaften (Ascalaphidae), die tot de orde netvleugeligen (Neuroptera) behoort. 
Dicolpus latreillei is voor het eerst wetenschappelijk beschreven door Navás in 1911.